# Миле Ћаловић
Миле Ћаловић (Туларе, код Медвеђе, 7. април 1913 — Бар, 27. јун 1977) био је учесник Народноослободилачке борбе и генерал-потпуковник ЈНА.

## Биографија
Године 1941. ступио је у НОВЈ и КПЈ. Током Другог светског рата био је командант више јединица (1. јужноморавски одред, 2. српска бригада, 24. дивизија). После рата завршио је совјетску пешадијску официрску школу, Академију Југословенске народне армије и Војну школу Југословенске народне армије. Касније је предавао у Југословенској народној армији. Постао је начелник оперативног одељења Војске, затим начелник одељења у Генералштабу Југословенске народне армије, те начелник Републичког штаба Народне одбране Србије.
Умро је 27. јуна 1977. у Бару, а сахрањен је у Алеји заслужних грађана на Новом гробљу у Београду.
Носилац је Партизанске споменице 1941. и других југословенских одликовања, међу којима су Орден ратне заставе, Орден народне армије са ловоровим венцем, Орден братства и јединства са златним венцем, Орден за војне заслуге за великом звездом, Орден партизанске звезде са сребрним венцем, Орден народне армије са златном звездом и Орден за храброст.
Једна улица у Лесковцу носи његово име.